# Municipio de Mangum
El municipio de Mangum (en inglés: Mangum Township) es un municipio ubicado en el  condado de Durham en el estado estadounidense de Carolina del Norte. En el año 2010 tenía una población de 6.362 habitantes.

## Geografía
El municipio de Mangum se encuentra ubicado en las coordenadas 36°9′54.51″N 78°52′57.03″O / 36.1651417, -78.8825083.